# Делфин (сазвежђе)
Делфин је мало сазвежђе северне хемисфере, једно од 88 савремених сазвежђа и једно од 48 оригиналних Птоломејевих сазвежђа. Два су мита повезана са Делфином. По првом, у питању је делфин који је помогао Посејдону да освоји Нереиду Анфитриту. По другом, ради се о делфину који је спасао живот песнику Ариону са Лезбоса. 

## Звезде
Италијански астроном Николо Качаторе је назвао две најсјајније звезде у Делфину по свом имену написаном уназад: алфу Sualocin а бету Rotanev (од латинизованог облика свог имена Nicolaus Venator, Venator на латинском и Cacciatore на италијанском значе „ловац“). Најсјајнија звезда Делфина је бета, магнитуде 3,63, док алфа има магнитуду 3,77. Алфа се састоји од 7 компоненти означених од A до G, од тога су A и G физички двојне док B, C, D, E и F само визуелно припадају овом систему. Ро Орла је звезда која је припадала сазвежђу Орла, али је 1992. године прешла границу међу сазвежђима и ушла у Делфин.
Nova Delphini 2013 (Нова Делфина 2013) је нова коју је 14. августа 2013. године открио јапански астроном-аматер Коичи Итагаки. Пре експлозије, Нова Делфина је највероватније била звезда 17. магнитуде, што значи да се њен сјај повећао 25000 пута. У питању је класична нова — бинарни систем у коме материјал са хладнијег џина прелази на топлији бели патуљак на коме се скупља све док не дође до термонуклеарне реакције. Магнитуда Нове Делфина је до 16. августа порасла на око 5, чиме је постала видљива голим оком.

## Објекти дубоког неба
У Делфину се налази неколико занимљивих објеката дубоког неба. Присутне су две мале плаве планетатне маглине — NGC 6891 (у близини ро Орла) и NGC 6905. NGC 6934 је велико глобуларно јато у близини епсилон Делфина. NGC 7006 је удаљено, сферно и релативно светло глобуларно јато у близини гама Делфина.